# Filippo Giuseppe del Liechtenstein
Filippo Giuseppe del Liechtenstein (nome completo in tedesco Philipp Joseph Aloys Martinianus; Vienna, 2 luglio 1762 – Vienna, 18 maggio 1802) è stato un principe austriaco.

## Biografia
Il principe Filippo Giuseppe nacque nel 1762 a Vienna, settimogenito di Francesco Giuseppe e di Leopoldina di Sternberg.
Intornò al 1790 intrattenne una relazione con l'attrice francese Émilie Contat, con cui ebbe un figlio. Morì nel 1802 a 39 anni e fu tumulato nella Nuova Cripta della chiesa di famiglia a Vranov.

## Discendenza
Filippo Giuseppe del Liechtenstein ed Émilie Contat ebbero un figlio:
- Émile Philippe Louis Alexandre de Liechtenstein (Parigi, 10 dicembre 1791 - Parigi, 8 aprile 1855), ufficiale del reggimento francese degli ussari e aiutante di campo di Henri Gatien Bertrand.[4] Sposò Mélanie Louise Jeanne Alphonse Lodebert ed ebbero due figli:[4][5]
  - Philippe Émile Louis de Liechtenstein (Nogent-sur-Vernisson, 27 giugno 1831 - Parigi, 24 novembre 1892), il 22 gennaio 1863 sposò a Cambrai Amélie Marie Hyppolite Mallet de Chauny.[6][7] Fu ufficiale d'ordinanza dei presidenti Jules Grévy e Marie François Sadi Carnot.[6]
  - Jean de Liechtenstein (1836-1868), ufficiale militare.[8]

## Titoli e trattamento
- 2 luglio 1762 - 18 maggio 1802: Sua Altezza Serenissima, il principe Filippo Giuseppe del Liechtenstein

## Ascendenza
|                                                    |                            |                                                   | Genitori                                            |  |  | Nonni |  |  | Bisnonni                         |  |  | Trisnonni                      |  |
|                                                    |                            |                                                   |                                                     |  |  |       |  |  | Filippo Erasmo del Liechtenstein |  |  | Hartmann III del Liechtenstein |  |
|                                                    |                            |                                                   |                                                     |  |  |       |  |  | Filippo Erasmo del Liechtenstein |  |  | Hartmann III del Liechtenstein |  |
|                                                    |                            | Sidonia Elisabetta di Salm-Reifferscheidt         |                                                     |  |  |       |  |  | Filippo Erasmo del Liechtenstein |  |  |                                |  |
| Emanuele del Liechtenstein                         |                            |                                                   |                                                     |  |  |       |  |  | Filippo Erasmo del Liechtenstein |  |  |                                |  |
|                                                    |                            | Cristina Teresa di Löwenstein-Wertheim-Rochefort  | Ferdinando Carlo di Löwenstein-Wertheim-Rochefort   |  |  |       |  |  |                                  |  |  |                                |  |
|                                                    |                            | Cristina Teresa di Löwenstein-Wertheim-Rochefort  | Ferdinando Carlo di Löwenstein-Wertheim-Rochefort   |  |  |       |  |  |                                  |  |  |                                |  |
|                                                    |                            | Cristina Teresa di Löwenstein-Wertheim-Rochefort  | Anna Maria di Fürstenberg                           |  |  |       |  |  |                                  |  |  |                                |  |
| Francesco Giuseppe I del Liechtenstein             |                            | Cristina Teresa di Löwenstein-Wertheim-Rochefort  |                                                     |  |  |       |  |  |                                  |  |  |                                |  |
|                                                    |                            | Carl Ludwig von Dietrichstein                     | Franz Adam von Dietrichstein                        |  |  |       |  |  |                                  |  |  |                                |  |
|                                                    |                            | Carl Ludwig von Dietrichstein                     | Franz Adam von Dietrichstein                        |  |  |       |  |  |                                  |  |  |                                |  |
|                                                    |                            | Carl Ludwig von Dietrichstein                     | Maria Cäcilie Rosina von Trauttmansdorff            |  |  |       |  |  |                                  |  |  |                                |  |
| Maria Anna Antonia von Dietrichstein-Weichselstädt |                            | Carl Ludwig von Dietrichstein                     |                                                     |  |  |       |  |  |                                  |  |  |                                |  |
|                                                    |                            | Maria Theresia Anna von Trauttmansdorff           | Sigmund Georg von Trauttmansdorff                   |  |  |       |  |  |                                  |  |  |                                |  |
|                                                    |                            | Maria Theresia Anna von Trauttmansdorff           | Sigmund Georg von Trauttmansdorff                   |  |  |       |  |  |                                  |  |  |                                |  |
|                                                    |                            | Maria Theresia Anna von Trauttmansdorff           | Renata von Wildenstein                              |  |  |       |  |  |                                  |  |  |                                |  |
| Filippo Giuseppe del Liechtenstein                 |                            | Maria Theresia Anna von Trauttmansdorff           |                                                     |  |  |       |  |  |                                  |  |  |                                |  |
|                                                    | Franz Damian von Sternberg | Adolf Wratislaw von Sternberg                     |                                                     |  |  |       |  |  |                                  |  |  |                                |  |
|                                                    | Franz Damian von Sternberg | Adolf Wratislaw von Sternberg                     |                                                     |  |  |       |  |  |                                  |  |  |                                |  |
|                                                    | Franz Damian von Sternberg | Anna Lucia Slavata                                |                                                     |  |  |       |  |  |                                  |  |  |                                |  |
| Franz Philipp von Sternberg                        | Franz Damian von Sternberg |                                                   |                                                     |  |  |       |  |  |                                  |  |  |                                |  |
|                                                    |                            | Maria Josepha von und zu Trauttmansdorff          | Johann Friedrich von Trauttmansdorff                |  |  |       |  |  |                                  |  |  |                                |  |
|                                                    |                            | Maria Josepha von und zu Trauttmansdorff          | Johann Friedrich von Trauttmansdorff                |  |  |       |  |  |                                  |  |  |                                |  |
|                                                    |                            | Maria Josepha von und zu Trauttmansdorff          | Maria Eleonora von Sternberg                        |  |  |       |  |  |                                  |  |  |                                |  |
| Leopoldina di Sternberg                            |                            | Maria Josepha von und zu Trauttmansdorff          |                                                     |  |  |       |  |  |                                  |  |  |                                |  |
|                                                    |                            | Conrad Sigismund von Starhemberg                  | Francis Ottokar von Starhemberg                     |  |  |       |  |  |                                  |  |  |                                |  |
|                                                    |                            | Conrad Sigismund von Starhemberg                  | Francis Ottokar von Starhemberg                     |  |  |       |  |  |                                  |  |  |                                |  |
|                                                    |                            | Conrad Sigismund von Starhemberg                  | Maria Cacilia von Rindsmaul                         |  |  |       |  |  |                                  |  |  |                                |  |
| Leopoldine von Starhemberg                         |                            | Conrad Sigismund von Starhemberg                  |                                                     |  |  |       |  |  |                                  |  |  |                                |  |
|                                                    |                            | Maria Leopoldina di Löwenstein-Wertheim-Rochefort | Massimiliano Carlo di Löwenstein-Wertheim-Rochefort |  |  |       |  |  |                                  |  |  |                                |  |
|                                                    |                            | Maria Leopoldina di Löwenstein-Wertheim-Rochefort | Massimiliano Carlo di Löwenstein-Wertheim-Rochefort |  |  |       |  |  |                                  |  |  |                                |  |
|                                                    |                            | Maria Leopoldina di Löwenstein-Wertheim-Rochefort | Maria Polyxena Khuen von Lichtenberg und Belasi     |  |  |       |  |  |                                  |  |  |                                |  |
|                                                    |                            | Maria Leopoldina di Löwenstein-Wertheim-Rochefort |                                                     |  |  |       |  |  |                                  |  |  |                                |  |